# Perkebunan Sennah
Perkebunan Sennah is een bestuurslaag in het regentschap Labuhan Batu van de provincie Noord-Sumatra, Indonesië. Perkebunan Sennah telt 1724 inwoners (volkstelling 2010).